# دوبری دو (سمدروو)
دوبری دو (به صربی: Dobri Do) یک منطقهٔ مسکونی در صربستان است که در اسمدرفو واقع شده‌است. دوبری دو ۱٬۱۱۸ نفر جمعیت دارد.